# Liste zerstörter Denkmale in Erfurt
Die Liste zerstörter Denkmale in Erfurt beinhaltet Gebäude in der Stadt Erfurt in Thüringen, die unter Denkmalschutz standen und dennoch abgerissen wurden.
| Bild | Name                                                     | Lage                   | Erbaut    | Zerstört | Bemerkungen, Einzelnachweise |
| ---- | -------------------------------------------------------- | ---------------------- | --------- | -------- | --- |
|      | Schloss Stedten                                          | Erfurt-Bischleben      | 1735      | 1948     | nach Vertreibung und Enteignung der Grafenfamilie von Keller auf sowjetischen Befehl 209 Sprengung und Abtragung                                                                             |
|      | Inselgebäude des Hauptbahnhofs Erfurt                    | Willy-Brandt-Platz     | 1887–1893 | 2001     | Abbruch im Rahmen des durchgreifenden Bahnhofumbaus für den Fernverkehr. |
|      | Martinskaserne                                           | Martinsgasse           | 1820–1825 | 2004     | Abbruch durch die LEG zugunsten von neuen Altenwohnungen. |
|      | Eingangsgebäude Nordbad                                  | Am Nordpark            | 1929      | 2008     | Eingangsgebäude des auch als Arbeitsbeschaffungsmaßnahme errichteten Nordbades, Architekt: Johannes Klass                                                                                    |
|      | Marathontor des Steigerwaldstadions                      | Mozartallee 3          | 1927–1931 | 2014     | Erbaut durch das Hochbauamt der Stadt Erfurt nach Planung der Architekten: Ludwig Boegl, Johannes Klass, im Zuge des Ausbaus des Steigerwaldstadions abgebrochen.                            |
|      | Kartäusermühle                                           | Straße des Friedens 22 | 1873      | 2015     | 1291 ehemalige Mühle des Erfurter Kartäuserklosters. Seit ca. 1800 Privatbesitz. Gegen das ausdrückliche Votum des Erfurter Denkmalbeirats zugunsten eines Wohn-Neubauprojektes abgebrochen. |
|      | Kraftwerk Gispersleben                                   | Zittauer Straße 31     | 1923–1936 | 2016     | Abgebrochen des auf die Zeit bis 1902 zurückgehenden und 1991 stillgelegten Kraftwerkes zugunsten der Grünanlage „Gera-Aue“.                                                                 |
|      | Klostergut Alach Herrenhaus mit Kapelle und Nebengebäude | Mönchsgasse            | 1482      | 2023     | 1104 wurde das Klostergut Alach als Gut des Benediktinerklosters St. Peter und Paul in Erfurt erstmals erwähnt Abbruch im März 2023                                                          |